# Pomachromis guamensis
Pomachromis guamensis es una especie de peces de la familia Pomacentridae en el orden de los Perciformes.

## Morfología
Los machos pueden llegar alcanzar los 4,5 cm de longitud total.

## Distribución geográfica
Es un endemismo de las Islas Marianas. 